# Erik Svensson i Restad
Erik Svensson i Restad, född 9 april 1768 i Krokstads socken, död 10 oktober 1843 i Krokstads socken, var riksdagsman för bondeståndet 1809-1810, 1812, 1815, 1817-1818, 1823 samt 1828-1830, han var också ledamot av bevillningsutskottet 1809-1810, 1817-1818 och 1823 samt fullmäktige i riksgäldskontoret från 7 juli 1815 till 25 april 1831.